# Ron Zanussi
Ronald Kenneth Zanussi (* 31. August 1956 in Toronto, Ontario) ist ein ehemaliger kanadischer Eishockeyspieler, der von 1977 bis 1982 für die Minnesota North Stars und Toronto Maple Leafs in der National Hockey League gespielt hat.

## Karriere
Ron Zanussi begann seine Karriere als Eishockeyspieler bei den London Knights, für die er von 1973 bis 1976 insgesamt drei Jahre lang in der Ontario Hockey Association spielte. Anschließend wurde er im NHL Amateur Draft 1976 von den Minnesota North Stars in der dritten Runde als insgesamt 51. Spieler ausgewählt. Daraufhin stand er zunächst eine Spielzeit lang bei den Fort Wayne Komets aus der International Hockey League unter Vertrag. Die nächsten vier Jahre stand der Kanadier sowohl bei den Minnesota North Stars, als auch deren Farmteam aus der Central Hockey League, den Oklahoma City Stars auf dem Eis.
Am 10. März 1981 wurde der Angreifer zusammen mit dem Drittrundenwahlrecht der North Stars für den NHL Entry Draft 1981 an die Toronto Maple Leafs abgegeben, deren Zweitrundenwahlrecht im NHL Entry Draft Minnesota erhielt. In seinen anderthalb Jahren in Toronto spielte Zanussi ebenfalls für die Cincinnati Tigers aus der CHL. In den Jahren 1982 bis 1984 beendete er schließlich seine Karriere in der American Hockey League bei den St. Catharines Saints und den Sherbrooke Jets.

## Erfolge und Auszeichnungen
- 1977 Garry F. Longman Memorial Trophy (gemeinsam mit Garth MacGuigan)